# ايمان رشيد حميد عيسى
ايمان رشيد حميد عيسى هي سياسية عراقية من مواليد عام 1962 حاصلة على شهادة البكالوريا. شغلت منصب عضو في مجلس النواب العراقي عن محافظة بغداد في دورته الثالثة ضمن ائتلاف دولة القانون (2014-2018)، والرابعة ضمن ائتلاف الفتح (2018-2022).